# 김유정 (국회의원)
김유정(金裕貞, 1969년 1월 18일~ )은 대한민국의 정치인이다. 제18대 국회의원을 지냈다.

## 학력 및 경력
김유정은 이화여대 정치외교학과를 졸업했으며, 성균관대 국정관리대학원 박사과정을 수료했다. 주요 경력으로는, 대통령 비서실 행정관 (사회복지수석실), 민주당 여성국장, 통합민주당 원내부대표 등이 있고, 민간에서는 환경분쟁연구소의 이사, 한국여성정치연맹의 중앙상무위원으로 위촉되어 있다.

## 역대 선거 결과
| 실시년도 | 선거   | 대수 | 직책     | 선거구   | 정당       | 득표수      | 득표율          | 순위          | 당락 | 비고 |
| -------- | ------ | ---- | -------- | -------- | ---------- | ----------- | --------------- | ------------- | ---- | ---- |
| 2008년   | 총선   | 18대 | 국회의원 | 비례대표 | 통합민주당 | 4,313,645표 | \| \| 25.17% \| | 비례대표 15번 |      | 초선 |
|          | 25.17% |      |          |          |            |             |                 |               |      |      |